# Fallen Timbers Battlefield and Fort Miamis National Historic Site
Le Fallen Timbers Battlefield and Fort Miamis National Historic Site est une aire protégée américaine dans le  comté de Lucas, dans l'Ohio. Créé le 9 décembre 1999, ce site historique national protège le théâtre militaire de la bataille de Fallen Timbers, lequel est classé National Historic Landmark depuis le 9 octobre 1960 et est inscrit au Registre national des lieux historiques depuis le 15 octobre 1966.